# Vieillevigne, Haute-Garonne
Vieillevigne är en kommun i departementet Haute-Garonne i regionen Occitanien i södra Frankrike. Kommunen ligger i kantonen Villefranche-de-Lauragais som tillhör arrondissementet Toulouse. År 2022 hade Vieillevigne 349 invånare.

## Befolkningsutveckling
Antalet invånare i kommunen Vieillevigne
Referens:INSEE